# Oesterreichisches Botanisches Wochenblatt
Oesterreichisches Botanisches Wochenblatt.(abreujat Oesterr. Bot. Wochenbl.) va ser una revista il·lustrada amb descripcions botàniques que va ser editada a Viena. Es van publicar 7 números als anys 1851-1857, amb el nom de Oesterreichisches Botanisches Wochenblatt. Gemeinnütziges Organ für Botanik. Va ser reemplaçat a l'any 1858 per Oesterreichische Botanische Zeitschrift. Gemeinnütziges Organ für Botanik.